# Хамилтон (Канзас)
Хамилтон (енгл. Hamilton) град је у америчкој савезној држави Канзас.

## Демографија
По попису из 2010. године број становника је 268, што је 66 (-19,8%) становника мање него 2000. године.
| Група             | 2000.       | 2010.       |
| Белци             | 326 (97,6%) | 253 (94,4%) |
| Афроамериканци    | 4 (1,2%)    | 0 (0,0%)    |
| Азијати           | 0 (0,0%)    | 1 (0,4%)    |
| Хиспаноамериканци | 1 (0,3%)    | 1 (0,4%)    |
| Укупно            | 334         | 268         |